# 암브로시오스 아리스토텔리스 조그라포스

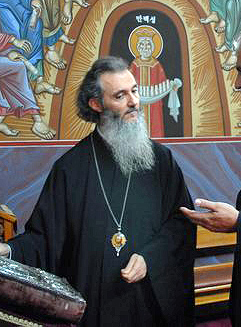

암브로시오스 아리스토텔리스 조그라포스(그리스어: Αμβρόσιος Αριστοτέλης Ζωγράφος, 1960년 3월 15일 ~ )는 한국 정교회 제2대 수도 대주교이며 현재 한국외국어대학교 그리스·불가리아어 학과 교수를 겸임하고 있다. 한국 이름은 조성암(趙聖巖)이다.

## 개관
암브로시오스 조그라포스는 1960년 3월 15일 그리스의 피레아스 현 에기나에서 태어났다. 그곳에서 1978년 고등학교를 졸업하고, 1983년에 아테네 대학교 신학대학을 졸업했다. 이후 1985년에 보제, 1991년에 사제로 서품되었다. 보제와 사제일 때는 니케아-피레아스 대교구에서 봉직하였다. 또한 모넴바시아와 스파르타 대교구에서도 봉직하였다.
1988년에는 1년 동안 이집트의 시나이산에 있는 성녀 가타리나 수도원에서 도서관과 이콘 갤러리 업무를 담당하였다. 1991년부터 2년 동안은 미국 대교구의 장학생으로 보스턴에 있는 성십자가 그리스 정교회 신학교에서 교부학으로 신학 석사학위를 받았다. 1993년에서 1996년까지 장학생으로서 장로회 계통의 프린스턴 신학교를 수료하고(교회사), 동시에 두 번째 석사학위(예술사)를 받았다. 그리고 이 기간에 박사논문에 착수했다.
1998년 12월 21일 아테네 대학교 신학대학에서 우등으로 박사학위를 받은 직후, 12월 23일에 한국으로 파송되어 한국 정교회에서 사목 활동을 시작하였다. 성 니콜라스 주교좌 대성당 주임 신부를 역임하고, 이후 교구 수석사제로 봉직하였다. 이후 콘스탄티노폴리스 세계총대주교청 주교회의에 의해 2005년 12월 21일에 질론의 주교로 서품되었고, 2008년 5월 27일에 정교회 한국 수도 대주교로 선출되어 7월 20일에 착좌했다.
이후에도 세계교회협의회의 세계 선교와 복음화 컨퍼런스에 참여하는 등 다양한 활동을 하고 있다.

## 연구 논문
여러 잡지에 실린 많은 논문 외에도 다음과 같은 주요 연구 저작들이 출간되었다 :
- The Social Teachings of St. Gregory Palamas, Based on His 63 Homilies, The Contribution of St. Basil the Great to the Formation of the Monastic Ideal, Iconography in the Liturgical life of the Medieval Greek Church,
- 정교회의 선교 발전을 위한 교육적 전제조건과 신학적 배경, 그리고 테살로니카의 가브리엘과 그의 것으로 간주되는 미발간 설교들. 그래머톨로지적, 문헌학적, 신학적 연구(테살로니카 : 비잔틴 리서치 센터, 2007)
- 성화와 불화의 유사성(2008년)